# Canoë-kayak aux Jeux européens de 2019
Navigation
Édition précédente Édition suivante
Les épreuves de  canoë-kayak aux Jeux européens de 2019 ont lieu au Zaslavl Regatta Course, à Minsk, en Biélorussie, du 25 au 27 juin 2019. 16 épreuves sont au programme.

## Qualifications
Chaque Comité national olympique (CNO) est limitée à un seul bateau par épreuve, avec un maximum de seize bateaux et donc un maximum de 27 athlètes qualifiés. La Biélorussie, en tant que pays hôte, peut automatiquement inscrire quatre athlètes, dans quatre bateaux : C1-1000 mètres et K1-1000 mètres pour les hommes, C1-200 mètres et K1-500 mètres pour les femmes.
Les places qualificatives sont attribuées en vertu des performances réalisées lors des Championnats d'Europe 2018. Les places sont attribuées aux CNO et non individuellement aux athlètes.

## Médaillés

### Hommes
| Épreuve    | Or                                                                   | Argent                                                         | Bronze                                                   |
| ---------- | -------------------------------------------------------------------- | -------------------------------------------------------------- | -------------------------------------------------------- |
| C-1 200 m  | Artsem Kozyr (BLR)                                                   | Nicolae Craciun (ITA)                                          | Sete Benavides (ESP)                                     |
| C-1 1000 m | Tomasz Kaczor (POL)                                                  | Kirill Shamshurin (RUS)                                        | Sebastian Brendel (GER)                                  |
| C-2 1000 m | Roumanie Cătălin Chirilă Victor Mihalachi                            | Ukraine Andrii Rybachok Yurii Vandiuk                          | Russie Ilya Pervukhin Kirill Shamshurin                  |
| K-1 200 m  | Maxime Beaumont (FRA)                                                | Balázs Birkás (HUN)                                            | Dzmitry Tratsiakou (BLR)                                 |
| K-1 1000 m | Bálint Kopasz (HUN)                                                  | Fernando Pimenta (POR)                                         | Aleh Yurenia (BLR)                                       |
| K-1 5000 m | Bálint Kopasz (HUN)                                                  | Fernando Pimenta (POR)                                         | Max Hoff (GER)                                           |
| K-2 1000 m | Allemagne Max Hoff Jacob Schopf                                      | Ukraine Oleh Kukharyk Oleksandr Syromiatnykov                  | Russie Roman Anoshkin Vladislav Litovka                  |
| K-4 500 m  | Russie Artem Kuzakhmetov Aleksandr Sergeyev Oleg Gusev Vitaly Ershov | Allemagne Max Rendschmidt Ronald Rauhe Tom Liebscher Max Lemke | Slovaquie Samuel Baláž Erik Vlček Csaba Zalka Adam Botek |

### Femmes
| Édition    | Or                                                             | Argent                                                                         | Bronze                                                                        |
| ---------- | -------------------------------------------------------------- | ------------------------------------------------------------------------------ | ----------------------------------------------------------------------------- |
| C-1 200 m  | Alena Nazdrova (BLR)                                           | Lisa Jahn (GER)                                                                | Dorota Borowska (POL)                                                         |
| C-2 500 m  | Hongrie Virág Balla Kincső Takács                              | Biélorussie Nadzeya Makarchanka Volha Klimava                                  | Russie Kseniia Kurach Olesia Romasenko                                        |
| K-1 200 m  | Emma Jørgensen (DEN)                                           | Danuta Kozák (HUN)                                                             | Marta Walczykiewicz (POL)                                                     |
| K-1 500 m  | Volha Khudzenka (BLR)                                          | Danuta Kozák (HUN)                                                             | Emma Jørgensen (DEN)                                                          |
| K-1 5000 m | Maryna Litvinchuk (BLR)                                        | Dóra Bodonyi (HUN)                                                             | Marianna Petrušová (SVK)                                                      |
| K-2 200 m  | Ukraine Mariya Povkh Liudmyla Kuklinovska                      | GER Franziska John Tina Dietze                                                 | Biélorussie Volha Khudzenka Maryna Litvinchuk                                 |
| K-2 500 m  | Biélorussie Volha Khudzenka Maryna Litvinchuk                  | Hongrie Anna Kárász Danuta Kozák                                               | Russie Anastasia Panchenko Kira Stepanova                                     |
| K-4 500 m  | Hongrie Anna Kárász Danuta Kozák Tamara Csipes Erika Medveczky | Biélorussie Marharyta Makhneva Nadzeya Papok Volha Khudzenka Maryna Litvinchuk | Pologne Karolina Naja Katarzyna Kołodziejczyk Anna Puławska Helena Wiśniewska |

## Tableau des médailles
| Rang  | Nation      | Or | Argent | Bronze | Total |
| ----- | ----------- | -- | ------ | ------ | ----- |
| 1     | Biélorussie | 5  | 2      | 3      | 10    |
| 2     | Hongrie     | 4  | 5      | 0      | 9     |
| 3     | Allemagne   | 1  | 3      | 2      | 6     |
| 4     | Ukraine     | 1  | 2      | 0      | 3     |
| 5     | Russie      | 1  | 1      | 4      | 6     |
| 6     | Pologne     | 1  | 0      | 3      | 4     |
| 7     | Danemark    | 1  | 0      | 1      | 2     |
| 8     | France      | 1  | 0      | 0      | 1     |
| 8     | Roumanie    | 1  | 0      | 0      | 1     |
| 10    | Portugal    | 0  | 2      | 0      | 2     |
| 11    | Italie      | 0  | 1      | 0      | 1     |
| 12    | Slovaquie   | 0  | 0      | 2      | 2     |
| 13    | Espagne     | 0  | 0      | 1      | 1     |
| Total | Total       | 16 | 16     | 16     | 48    |